# Harnröhrenvorfall
Als Harnröhrenvorfall (Urethraprolaps, Prolapsus urethrae) bezeichnet man eine krankhafte Ausstülpung der Harnröhrenschleimhaut aus der äußeren Harnröhrenöffnung. Die Ursache ist nicht geklärt, vermutet werden traumatische Einflüsse. Das vorgefallene Gewebe zeigt sich als rote, leicht blutende fleischige Masse. Es kann zu einem Harnverhalt führen.
Ein Urethraprolaps tritt vor allem bei jungen Mädchen im Alter von 8 bis 15 Jahren auf. In der Tiermedizin sind vor allem Rüden kurzköpfiger Hunderassen betroffen.
Die Behandlung erfolgt durch chirurgische Entfernung der vorgefallenen Schleimhaut oder mittels einer Seidenligatur über einem eingeführten Katheter.